# Ermida de São Lázaro (Santa Cruz)
A Ermida de São Lázaro localiza-se às Figueiras do Paim, na freguesia de Santa Cruz, concelho da Praia da Vitória, na ilha Terceira, nos Açores.

## História
Erguida nos séculos XVI-XVII, intregrava o Hospital de São Lázaro, no qual eram recolhidas as pessoas que sofriam de Hanseníase.
Serviu como paroquial da vila após o grande terramoto de 24 de Maio de 1614 (a "Caída da Praia"), enquanto a Igreja Matriz era reparada dos estragos então sofridos.
Encontra-se classificada no Inventário do Património Histórico e Religioso da Praia da Vitória.

## Características
A edificação, rebocada e pintada, apresenta planta rectangular e, internamente, uma única nave. A capela-mor, também de planta rectangular embora uma pouco mais estreita que o corpo principal, é designada como "cela dos leprosos", e é contígua à fachada lateral direita da capela-mor, da qual se encontra separada por três arcos abatidos assentes em quatro colunas com bases e capitéis de desenho arcaico.
Na continuidade da ermida, do seu lado esquerdo, situava-se antigamente um cemitério, do qual resta apenas um muro hoje integrado numa nova construção. A ermida encontra-se separada dos muros laterais por pilastras e toda a fachada está enquadrada por fortes cunhais. Ainda na fachada principal rasgam-se dois vãos - uma porta e uma janela -, um sobre o outro e ambos encimados por cornija. Na fachada lateral direita há uma porta cuja verga é encimada por uma cornija e por um arco, no tímpano no qual existe uma cruz e uma inscrição que reza "São Lázaro". No local do antigo lazareto, à direita da capela, encontra-se ainda uma porta encimada por volutas de desenho arcaico.
O soco, os cunhais, as pilastras, a cornija, as molduras dos vãos e os elementos decorativos são em cantaria pintada de amarelo, excepto as colunas e os arcos da "cela dos leprosos".
O telhado é rematado por uma cornija que acompanha a inclinação do telhado e se prolonga, já na horizontal, aos corpos contíguos. As coberturas apresentam-se com duas águas em telha de meia-cana tradicional dos Açores. O topo do telhado, apresenta na cumeeira o remate de cruz.